# 303e escadrille de chasse polonaise
Pour les articles homonymes, voir Kosciusko.
La 303e escadrille de chasse polonaise, dite également de « Kościuszko » (en polonais : Warszawski Dywizjon im. Tadeusza Kościuszki) est une escadrille de chasse dont les pilotes polonais combattaient au sein de la Royal Air Force durant la Seconde Guerre mondiale.

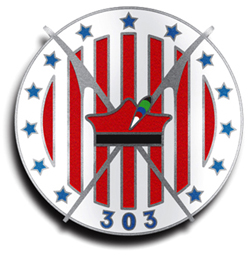
Écusson du 303

Elle tire son nom du général Tadeusz Kościuszko, héros de la Pologne et de la guerre d'indépendance des États-Unis et reprend le nom de la 7e escadrille de chasse polonaise. L’escadrille de Kosciuszko est formée en Grande-Bretagne à la suite d'un accord entre le gouvernement polonais en exil et le Royaume-Uni, signé le 2 août 1940. Elle est opérationnelle le 31 août. 
L’escadrille de Kosciuszko est celle qui a abattu le plus grand nombre d’avions allemands durant la bataille d'Angleterre (septembre-octobre 1940).
La '303' est la plus célèbre des 15 escadrilles polonaises opérant au sein de la RAF (dont huit de chasse, quatre de bombardement, deux de reconnaissance de chasse, etc.).
L’escadrille est dissoute en décembre 1946.

## Opérations

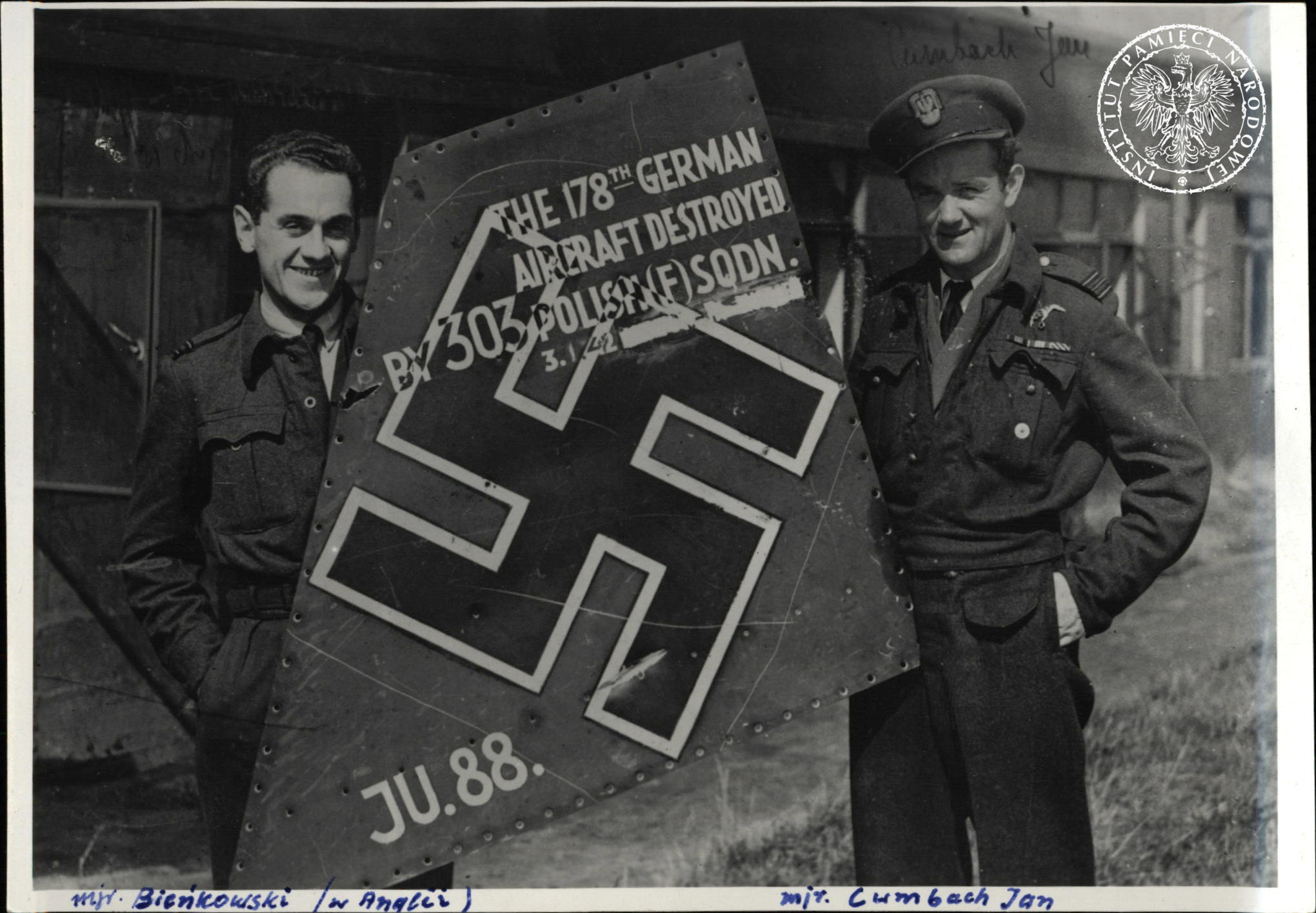
Zygmunt Bieńkowski et Jan Zumbach présentent le "trophée" du Squadron 303

La 303e escadrille de chasse est formée le 2 août 1940, pour être opérationnelle le 31 août, avec 21 pilotes dont 13 officiers, et 135 techniciens polonais pour l’équipe au sol. Au départ, les officiers parlant anglais sont nommés aux postes principaux, dont les chefs de bord, car la RAF pensait que les pilotes polonais ne connaissait pas encore les commandements, procédures et l’entraînement de la RAF. Le nom de Kosciuszko a été choisi en référence à la célèbre escadrille Kosciuszko de l’armée polonaise, qui s’est illustrée durant la Guerre soviéto-polonaise en 1920. Certains membres de l’escadrille 303 ont également combattu dans l’escadrille de Kosciuszko. Plus tard, d'autres unités de l'armée de l'air ont été retitrées les 7e, 121e et 111e escadrilles de l'armée de l'air polonaise.
Le 30 août 1940, bien qu’officiellement non-opérationnelle, l’escadrille remporte sa première victoire contre un bombardier Do-17Z allemand. Par la suite, la 303e escadrille accumule le plus grand nombre de victoires revendiquées (par le nombre d’avions ennemis abattus) des 66 escadrilles de chasse engagées dans la bataille d’Angleterre, bien qu’elle ait rejoint le combat tardivement, en commençant à voler deux mois après le début de la bataille. Ces victoires sont dues à des années d’entraînement intensif et rigoureux, dans les années précédant la guerre, des vétérans polonais ; la plupart des pilotes de la RAF étaient jetés dans la bataille plus jeunes et bien moins expérimentés. Dans ses sept premiers jours de combat, l’escadrille abat près de quarante avions ennemis. Elle devient une légende de la bataille d’Angleterre, et ses pilotes sont surnommés les glamour boys of England. Retirée de la bataille pour prendre du repos le 11 octobre, l’escadrille a abattu 126 ennemis en six semaines. Cependant, ses pertes sont lourdes : 18 Hurricane, 7 pilotes morts et 5 gravement blessés.
De 1941 à 1943, les pilotes de la 303e volent en vastes formations de combat et participent aux offensives sur le nord-ouest de l’Europe sur divers modèles de Spitfire. Lors du Raid de Dieppe, la 303e devient l’escadrille comptabilisant le plus grand nombre de victoires de toutes les escadrilles alliées. Le 11 avril 1942, lors d’un concours aérien au sein du 11e groupe aérien de la RAF, les trois escadrilles polonaises en compétition — 303e, 316e et 315e — prennent les trois premières places devant 19 autres escadrilles, la 303e étant première avec une très large avance. Après le Jour J, l’escadrille est basée à Coltishall pour des opérations sur la Hollande. Elle est équipée de P-51 Mustang en avril 1945.
La 303e escadrille Kościuszko a été la plus efficace des escadrilles polonaises de la Seconde Guerre mondiale. Ses pilotes ont été les seuls représentants de l’Armée polonaise de l'Ouest invités à la parade de la victoire à Londres en 1946 : ils refusèrent de défiler, car aucune autre unité polonaise ne fut invitée. Depuis la fin de la guerre, le moral de l’escadrille baissait, à cause de l’attitude des Alliés envers les Polonais, et l’escadrille est dissoute en décembre 1946.

## Statistiques
(du 19 juillet 1940 au 8 mai 1945)
| Année                        | 1940 | 1941 | 1942 | 1943 | 1944 | 1945 | Total  |
| ---------------------------- | ---- | ---- | ---- | ---- | ---- | ---- | ------ |
| Sorties pour le combat       | 1049 | 2143 | 1348 | 2075 | 2653 | 632  | 9900   |
| Heures de vol pour le combat | 1086 | 2743 | 1967 | 3693 | 5259 | 1118 | 15 866 |

### Victoires
| Bataille d’Angleterre     | Résultats |
| ------------------------- | --------- |
| Victoires certaines       | 126       |
| Probables                 | 13        |
| Avions ennemis endommagés | 9         |

(4,7 % du total des avions ennemis abattus durant la bataille)
(du 1er septembre 1940  au 8 mai 1945)
| 1940-1945                 | Résultats |
| ------------------------- | --------- |
| Victoires certaines       | 205 1/6   |
| Probables                 | 40        |
| Avions ennemis endommagés | 28        |

(dont 3-0-3 avions ennemis forcés à l’atterrissage)

## Bases
- 2 août 1940 - RAF Northolt
- 11 octobre 1940 - RAF Leconfield
- 3 janvier 1941 - RAF Northolt
- 17 juillet 1941 - Speke
- 7 octobre 1941 - RAF Northolt
- 15 juin 1942 - Kirton-in-Lindsey
- 16 août 1942 - Redhill
- 20 août 1942 - Kirton-in-Lindsey
- 1er février 1943 - RAF Northolt
- 5 février 1943 - Heston
- 3 mars 1943 - RAF Debden
- 12 mars 1943 - Heston
- 26 mars 1943 - Martlesham Heath
- 8 avril 1943 - Heston
- 1er juin 1943 - RAF Northolt
- 12 novembre 1943 - Ballyhalbert
- 30 avril 1944 - Horne
- 19 juin 1944 - Westhampnett
- 27 juin 1944 - Merston
- 9 août 1944 - Westhampnett
- 25 août 1944 - RAF Coltishall
- 4 avril 1945 - RAF Andrews Field
- 16 mai 1945 - RAF Coltishall
- 9 août 1945 - RAF Andrews Field
- 28 novembre 1945 - Turnhouse
- 4 janvier 1946 - Wick
- 3 mars 1946 - Charterhall
- 23 mars 1946 - Hethel

## Équipement
- 8 aout 1940 – Hawker Hurricane MkI
- 22 Janvier 1941 – Spitfire MkI
- 3 Mars 1941 – Spitfire MkIIA
- 20 Mai 1941 – Spitfire MkIIB
- 25 Aout 1941 – Spitfire MkI
- 7 Octobre 1941 – Spitfire MkVB
- 1 Juin 1943 – Spitfire F MkIXC.
- 12 Novembre 1943 – Spitfire MkVB, Spitfire MkVC and Spitfire LF MkVB, Spitfire LF MkVC
- 18 Juillet 1944 – Spitfire F MkIX, Spitfire LF MkIX and Spitfire HF MkIX
- 4 Avril 1945 – P-51D-1-NT Mustang IV et P-51K-NT Mustang IVA[2],[3],[4].

## Commandants
- Jan Zumbach, né en 1915. Après avoir combattu durant la bataille de France, il parvient à rejoindre l'Angleterre dès le 21 juin 1940. Il termine la guerre au grade lieutenant-colonel de la RAF commandant du 133° Wing.

- Witold Urbanowicz, né en 1908, il totalisera 15 victoires durant la seule bataille d'Angleterre, 4 avions ennemis abattus le 27 septembre, ainsi que le 30 septembre 1940, chasseurs et bombardiers confondus. Leader du 303 dès le 7 septembre 1940, il combattra sur Hurricane et Spitfire jusqu'en juin 1941 dans le 303, puis rejoindra l'US Air Force, basé en Chine sur P-40 où il s'illustrera en abattant 2 Mitsubishi A6M Zero le 11 décembre 1943. Durant tout le conflit, jamais une balle ennemie n'a touché un de ses avions. De retour en Pologne en 1946, il est arrêté par la police secrète communiste au titre d'espion, mais, relâché, il s'envole pour les États-Unis et y sera pilote de ligne jusqu'en 1973. Il retournera en Pologne en 1991 et y sera promu général en 1995 avant de s'éteindre le 17 août 1996 à New-York.

- Zdzisław Henneberg, abattu sur Spitfire le 12 avril 1941 au-dessus de Berck par la défense anti-aérienne allemande, il est contraint de se poser dans la Manche, mais n'a jamais été retrouvé.

- Bolesław Drobiński, le 21 juin 1941, il réalise l'exploit d'endommager sévèrement le chasseur Messerschmitt de l'Oberst Adolf Galland, un as allemand crédité de 104 victoires aériennes durant la Seconde Guerre mondiale, qui est forcé d'atterrir en urgence près de Calais.

## Pilotes
- Ludwik Paszkiewicz, il abat un bombardier allemand durant une séance d'entraînement le 24 août 1940, alors que l'escadron n'est pas encore officiellement opérationnel. Identifié au départ comme un Dornier Do 17, l'épave du bombardier, découverte en 1982, révélera qu'il s'agissait d'un Messerschmitt Bf 110. Cet acte de bravoure poussera le commandement anglais à rendre l'escadron opérationnel durant la bataille d'Angleterre. Il sera abattu le 27 septembre 1940 alors que 11 Hurricane du 303 attaquaient un escadron de 30 bombardiers, fortement protégé par la chasse allemande, 15 avions ennemis seront abattus durant cet affrontement.

- Wacław Łapkowski, abattu le 5 septembre 1940 au cours d'un affrontement dans lequel 5 chasseurs et 3 bombardiers ennemis seront abattus par 5 Hurricane du 303. Il saute en parachute, et est blessé. C'est la première perte d'un avion pour l'escadron.

- Zdzisław Krasnodębski, gravement brûlé le 6 septembre 1940 en attaquant des bombardiers allemands protégés par des groupes de chasseurs Messerschmitt Bf 109.

- Josef František, tchèque, l'as du 303 durant la bataille d'Angleterre, avec 17 victoires en 28 jours. Abattu le 9 septembre 1940 par un chasseur allemand, il est contraint à un atterrissage forcé dans un champ, mais reprend rapidement le service. Il meurt le 8 octobre au bout de la piste de Cuddington Way, en posant son Hurricane à trop grande vitesse.

- Stanisław Karubin, il remporte, entre autres, une curieuse victoire sur un chasseur allemand par une tactique très risquée, lorsque, à court de munitions, il force l'avion ennemi à s'écraser au sol en se posant littéralement sur lui. Il meurt le 12 août 1941 en percutant une colline à Horn Crag.

- Mieczysław Adamek
- Tadeusz Andruszków
- Tadeusz Arentowicz
- Jakub Bargiełowski
- Zenon Bartkowiak
- Marian Bełc
- Zygmunt Witymir Bieńkowski
- Stanisław Brzeski
- Michał Brzezowski
- Arsen Cebrzyński
- Aleksander Chudek
- Jan Daszewski
- Jan Falkowski
- Mirosław Ferić
- Athol Forbes
- Paweł Gallus
- Antoni Głowacki
- Bogdan Grzeszczak
- Eugeniusz Horbaczewski
- Jerzy Jankiewicz
- Wojciech Januszewicz
- Józef Kania
- John Kent, pilote canadien, dit "Kentski" par ses camarades polonais
- Bronisław Kłosin
- Tadeusz Koc
- Wojciech Kołaczkowski
- Tadeusz Kołecki
- Adam Kowalczyk
- Jan Kowalski
- Karol Krawczyński
- Witold Łokuciewski
- Bogusław Mierzawa
- Włodzimierz Miksa
- Tadeusz Opulski
- Jan Palak
- Jerzy Palusiński
- Edward Paterek
- Adolf Pietrasiak
- Stanisław Pietraszkiewicz
- Marian Pisarek
- Mieczysław Popek
- Jerzy Radomski
- Jan Rogowski
- Aleksander Rokitnicki
- Tadeusz Sawicz
- Henryk Skowron
- Bronislaw Sikora
- Antoni Siudak
- Stanisław Socha
- Kazimierz Sporny
- Józef Stasik
- Eugeniusz Szaposznikow
- Mirosław Wojciechowski
- Stefan Wojtowicz
- Kazimierz Wunsche
- Walerian Żak
- Stanisław Zdanowski